# Spirit (альбом Depeche Mode)
Spirit — чотирнадцятий студійний альбом британського гурту Depeche Mode, вихід якого відбувся 17 березня 2017 року. На підтримку альбому гурт оголосив про концертний тур «The Global Spirit Tour», який стартує 5 травня 2017 року у Швеції, а закінчиться — 23 липня 2017 року в Румунії. В рамках туру гурт відвідає 21 країну, зокрема, 19 липня 2017 року завітав до Києва.

## Список композицій
| CD, LP, Digital | CD, LP, Digital                   | CD, LP, Digital |
| #               | Назва                             | Тривалість      |
| --------------- | --------------------------------- | --------------- |
| 1.              | «Going Backwards»                 | 05:42           |
| 2.              | «Where's the Revolution»          | 04:59           |
| 3.              | «The Worst Crime»                 | 03:48           |
| 4.              | «Scum»                            | 03:14           |
| 5.              | «You Move»                        | 03:49           |
| 6.              | «Cover Me»                        | 04:51           |
| 7.              | «Eternal»                         | 02:24           |
| 8.              | «Poison Heart»                    | 03:17           |
| 9.              | «So Much Love»                    | 04:29           |
| 10.             | «Poorman»                         | 04:25           |
| 11.             | «No More (This Is The Last Time)» | 03:13           |
| 12.             | «Fail»                            | 05:07           |
| 49:23           |                                   |                 |

| Box Set, Deluxe edition | Box Set, Deluxe edition      | Box Set, Deluxe edition |
| #                       | Назва                        | Тривалість              |
| ----------------------- | ---------------------------- | ----------------------- |
| 1.                      | «Cover Me (Alt Out)»         | 04:27                   |
| 2.                      | «Scum (Frenetic Mix)»        | 05:26                   |
| 3.                      | «Poison Heart (Tripped Mix)» | 04:16                   |
| 4.                      | «Fail (Cinematic Cut)»       | 05:37                   |
| 5.                      | «So Much Love (Machine Mix)» | 07:05                   |
| 26:51                   |                              |                         |

## Учасники запису
Depeche Mode
- Дейв Гаан — вокал, музика/слова;
- Мартін Гор — гітара, клавішні, вокал (композиції 7, 12), бек-вокал, музика/слова;
- Ендрю Флетчер — клавішні, бас, бек-вокал.

 Технічний персонал
| - Джеймс Форд — продюсування, ударні (композиції 1-6, 8-12), мікшування, електрогітара (композиції 6); - Matrixxman — програмування; - Курт Юенала — програмування, електричний бас (композиції 8, 11); - Джиммі Робертсон — звукорежисер, інженер мікшування; - Брендан Моравські — асистент мікшування, технічний асистент студії; - Коннор Лонг — технічний асистент студії. |  | - Давид Шеман — технічний асистент студії; - Оскар Муноз — технічний асистент студії; - Бріан Люсі — мастеринг; - Джонатан Кесслер — менеджмент; - Антон Корбейн — артдиректор, дизайн, обкладинка альбому. |

## Реакція критиків, схвалення
На Metacritic альбом має середній бал 82 на основі 12 оглядів, з вказівкою «загальне визнання».
Allmusic написали, що цей альбом — «одна із їхніх найінтенсивніших і агресивних заяв, що виділяє розчарування, гнів, напруженість і страх, що пробігає в усьому світі у зв'язку із американськими виборами президента 2016 року і Брексітом».
Rolling Stone вважають, що «майже кожна пісня альбому оплакує смерть людської благопристойності, часто обеззброючи прекрасними способами» і додали, що розумне поєднання техно-клавішних і блюзової гітари мають звук в стилі альбому Violator, що вийшов 1990 року.
The Guardian запевняють, що «альбом заточений під своїми звуком» і нагадують, що «дивний вибух ліричної недолугості завжди був складовою частиною Depeche Mode».